# Colocleora pulverosa
Colocleora pulverosa är en fjärilsart som beskrevs av W. Warren 1904. Colocleora pulverosa ingår i släktet Colocleora och familjen mätare. Inga underarter finns listade i Catalogue of Life.